# Томатний суп

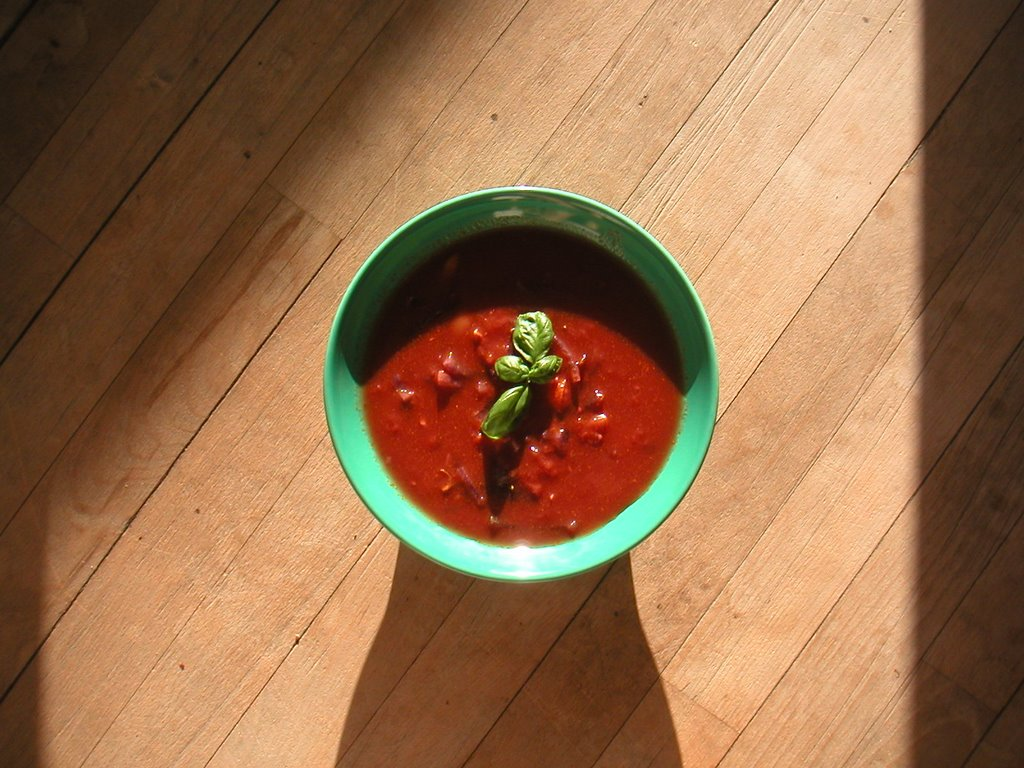
Томатний суп.

Тома́тний суп — суп, приготований із томатів. Часто використовується як інгредієнт у більш складних стравах, і, на відміну від безлічі інших гострих супів, може подаватися як гарячим, так і холодним. Його зазвичай роблять зі шматочків томату, або з томатного пюре, або з того й іншого. Консервована версія супу дуже популярна у Сполучених Штатах і зазвичай асоціюється з Campbell Soup. У Великій Британії томатний суп Heinz є одним з найпопулярніших супів.
Томатний суп можна приправляти різноманітними травами, подавати його зв сметаною, крекерами, сиром. Також його можна купити у вигляді порошку.
Американський композитор Роберт Ешлі написав «Імперію», частину своєї опери «Аталанта», надихаючись томатним супом.
Томатний суп часто подають разом із сендвічем із сиром на грилі, тостами, хлібними сухариками або англійським кексом.

## Різновиди готової страви
Комерційно приготований томатний суп доступний у різних формах, включаючи консервовану, конденсовану та у вигляді порошку. «Томат» входить у трійку найкращих смаків супу, виробленого Campbell Soup Company.